# Olympic Aquatics Stadium
Az Olympic Aquatics Stadium a 2016. évi nyári olimpiai játékok és a 2016. évi nyári paralimpiai játékok úszóversenyeinek és a vízilabda döntőknek helyet adó ideiglenes létesítmény Rio de Janeiro egyik külső városrészében, Barra da Tijucában felépített Barra Olympic Parkban. A paralimpia zárása után az épületet le fogják bontani. Számos olimpiai és világcsúcs született itt, de magyar szempontból nevezetes helyszín: Hosszú Katinka itt nyert három olimpiai aranyérmet.
Az épületben két medence van: egy, ahol a versenyeket tartják, és egy másik, bemelegítési célra.